# تل الفخار (العراق)
تل الفخار هو عبارة عن تل أو مستوطنة أثرية في محافظة كركوك شمال شرق العراق. أجريت الحفريات في الموقع بين عامي 1967 و 1969 من قبل المديرية العامة للآثار العراقية. تبلغ مساحة الموقع 200 متر 135X متر (656 متر مربع) ويبلغ ارتفاعه 4.5 أمتار (15 قدما). وكشفت الحفريات عن مرحلتين للاستيطان تعود لفترتي ميتاني / كاسيت والناشور الآشورية، أو في منتصف الثاني وأوائل الألفية الأولى قبل الميلاد. تألفت مرحلة الألفية الثانية من مبنى كبير يطلق عليه «القصر الأخضر»، حيث تم العثور على أرشيف لحوالي 800 لوح طيني.

## تاريخ الابحاث
تم حفر الموقع من قبل المديرية العامة للآثار العراقية تحت إشراف ياسين محمود الخالصي خلال موسم شتاء 1967-1968 من 22 أكتوبر إلى 27 يناير. وقد كان الدافع من وراء عمليات التنقيب حقيقة أن الموقع كان مهددا بتطوير مشروع ري في المنطقة ولأن أنشطة حفر غير قانونية قد أجريت هناك، وبعد ذلك وجد الأطفال الواح طينية على سطح التل. تم تنفيذ موسم ثان في عام 1969.

## الموقع والبيئة المحيطة
تبلغ مساحة التل 200 متر 135X متر (656 443X قدم) وارتفاع 4.5 متر (15 قدم). وهو يقع في منطقة حيث الزراعة البعلية ممكنة و 2 كم (1.2 ميل) شمال الموقع يوجدالوادي الذي يحمل المياه للتل خلال فصل الشتاء. هناك العديد من التلال في المنطقة التي تظهر أدلة على الاستيطان في فترات ما قبل التاريخ حتى العصر الإسلامي. الموقع المهم والمعاصر ل يورغان تيب، نوزي القديمة، يقع على بعد 35 كيلومترا (22 ميل) شمال شرق تل الفخار.

## تاريخ الاستيطان
كشفت الحفريات عن مرحلتين رئيسيتين للاستيطان، يطلق عليهما الحقبة الأولى والثانية. في المرحلة الأقدم، الحقبة 1، تم الكشف عن هيكل كبير مع 17 غرفة على الأقل. وقد تم تجصيص الجدران ستة مرات وتم تغطية الجص بالطلاء الأخضر، ومن ثم أطلق على المبنى اسم «القصر الأخضر». واستنادا إلى التفاصيل المعمارية مثل وجود المصارف والمراحيض وحجم الغرف المختلفة، تم تقسيم المبنى إلى جناح خاص وعام. في الجناح العام هناك غرفة كبيرة مع مقاعد على طول الجدران التي تم تفسيرها على أنها «قاعة استقبال» حيث الحاكم يمكنه استقبال ضيوفه. أمام المبنى كان هناك تراس كبير معبد بطوب لبن.
تم العثور على 34 هيكل عظمي على الأقل في القصر. معظمهم كانوا موجودين في غرفتين وكانوا مرتبطين برؤوس السهام وقطع من الدروع، مما يوحي بأنهم توفيواأثناء الدفاع عن القصر. وهذا أيضا تم الإشارة اليه من خلال أن العديد من المداخل في القصر قد تم غلقها، وأن القصر دمر بسبب حريق، كما هو مبين في الجدران المحترقة ورواسب الرماد السميك في الطوابق. تم العثور على أرشيف لحوالي 800 من الالواح الطينية في القصر الأخضر، وكثير منهاأيضا تحمل طبعات ختم. ولأن الالواح وجدت في جميع غرف القصر، فقد اقترح أن الأرشيف كان متناثرا أثناء نهب المبنى. وتشمل الاكتشافات الأخرى الفخار والزينة الذهبية والفضية، والدروع البرونزية والموزايين، ورمح نحاسي على شكل ورقة والرؤوس سهام، علب زجاجية مصقولة وأختام اسطوانية.
بعد نهاية الحقبة الثانية، تم التخلي عن الموقع لبعض الوقت. مرحلة الاستيطان التالية، الحقبة الأولى، تم الحفاظ عليها بشكل سيئ. تم حفر أجزاء من ثلاثة هياكل مختلفة، ولكن تم الحفاظ على الجدران فقط حتى ارتفاع ثلاثة أو أربعة صفوف من طوباللبن. في مبنى واحد مع غرف مجمعة حول فناء، تم العثور على عدة أفران ولكن الغرض منها غير واضح. في المبنى الثاني، تم العثور على أفران في حين تم العثور داخل غرفة واحدة في المبنى الثلث على حوض بني من الطوب (الطوب المخبوزة). وباستثناء الفخار، لم يتم تسجيل أي نتائج أخرى من مرحلة الاستيطان هذه.
الحقبة الثانية والاولى يعود تاريخها إلى فترات ميتاني / كاسيت ونيو-أشوريان، أو منتصف الثانية وأوائل الألفية الأولى قبل الميلاد، على التوالي. الاسم القديم المقترح لتل الفخار هو كوروهاني.